# Collegio di Pudsey
Pudsey è stato un collegio elettorale inglese della Camera dei comuni del Parlamento del Regno Unito, situato nel West Yorkshire. Eleggeva un membro del Parlamento con il sistema maggioritario a turno unico; il collegio è stato abolito in occasione della revisione periodica del 2024.

## Estensione
Il Redistribution of Seats Act 1885 stabilì che il collegio dovesse consistere di:
- il borough municipale di Leeds ad eccezione delle parti incluse nel collegio di Leeds,
- le parrocchie civili di  Drighlington, Hunsworth, e Tong,
- le parti delle parrocchie di Calverley con Farsley e Pudsey che non erano incluse nel borough municipale di Bradford,
- le parrocchie di Churwell, Gildersome, Horsforth e Rawdon nella divisione sessionale di Skyrack.[1]

Dopo il 1950 i confini furono i seguenti:
- 1950-1983: il borough municipale di Pudsey e i distretti urbani di Aireborough e Horsforth.
- 1983-2010: i ward della città di Leeds di Aireborough, Horsforth, Pudsey North e Pudsey South.
- 2010-2024: i ward della città di Leeds di Calverley and Farsley, Guiseley and Rawdon, Horsforth e Pudsey.

## Profilo
Dal 1979 il collegio fu considerato un indicatore delle tendenze politiche nazionali; il collegio copriva gli insediamenti urbani ad ovest e nord-ovest di Leeds, inclusi Pudsey, Farsley, Horsforth, Yeadon e Guiseley, che mostravano poca dipendenza dall'edilizia sociale, avevano reddito medio vicino alla media britannica e bassa disoccupazione. Dal 1950 il collegio assegnò la vittoria sempre al Partito Conservatore, prima dell'elezione di un deputato laburista alle elezioni generali del 1997.

## Membri del Parlamento
| Elezione | Elezione        | Deputato           | Partito            |
| -------- | --------------- | ------------------ | ------------------ |
|          | 1885            | Briggs Priestley   | Liberale           |
| 1900     | George Whiteley |                    | Liberale           |
|          | 1908 (S)        | John James Oddy    | Conservatore       |
|          | Gen 1910        | Frederick Ogden    | Liberale           |
|          | 1918            | Collegio abolito   | Collegio abolito   |
|          | 1950            | Collegio ri-creato | Collegio ri-creato |
|          | 1950            | Cyril Banks        | Conservatore       |
| 1959     | Joseph Hiley    |                    | Conservatore       |
| Feb 1974 | Giles Shaw      |                    | Conservatore       |
|          | 1997            | Paul Truswell      | Laburista          |
|          | 2010            | Stuart Andrew      | Conservatore       |
|          | 2024            | Collegio abolito   | Collegio abolito   |

## Risultati elettorali

### Elezioni negli anni 2010
| Partito                    | Partito                                   | Candidato                  | Risultati 12 dicembre 2019 | Risultati 12 dicembre 2019 |
| Partito                    | Partito                                   | Candidato                  | Voti                       | %                          |
| -------------------------- | ----------------------------------------- | -------------------------- | -------------------------- | -------------------------- |
|                            | Conservatore                              | Stuart Andrew              | 26 453                     | 48,79                      |
|                            | Laburista                                 | Jane Aitchison             | 22 936                     | 42,31                      |
|                            | Lib Dem                                   | Ian Dowling                | 3 088                      | 5,70                       |
|                            | Verdi                                     | Quinn Daley                | 894                        | 1,65                       |
|                            | Yorkshire                                 | Bob Buxton                 | 844                        | 1,56                       |
|                            |                                           |                            |                            |                            |
| Iscritti                   | Iscritti                                  | Iscritti                   | 73 212                     | 100,00                     |
| ↳ Votanti (% su iscritti)  | ↳ Votanti (% su iscritti)                 | ↳ Votanti (% su iscritti)  | 54 215                     | 74,05                      |
| ↳ Astenuti (% su iscritti) | ↳ Astenuti (% su iscritti)                | ↳ Astenuti (% su iscritti) | 18 997                     | 25,95                      |
|                            |                                           |                            |                            |                            |
|                            | Esito: collegio confermato a Conservatore |                            |                            |                            |

| Partito                    | Partito                                   | Candidato                  | Risultati 8 giugno 2017 | Risultati 8 giugno 2017 |
| Partito                    | Partito                                   | Candidato                  | Voti                    | %                       |
| -------------------------- | ----------------------------------------- | -------------------------- | ----------------------- | ----------------------- |
|                            | Conservatore                              | Stuart Andrew              | 25 550                  | 47,35                   |
|                            | Laburista Co-Op                           | Ian McCargo                | 25 219                  | 46,74                   |
|                            | Lib Dem                                   | Allen Nixon                | 1 761                   | 3,26                    |
|                            | Yorkshire                                 | Bob Buxton                 | 1 138                   | 2,11                    |
|                            | Indipendente                              | Michael Wharton            | 291                     | 0,54                    |
|                            |                                           |                            |                         |                         |
| Iscritti                   | Iscritti                                  | Iscritti                   | 72 623                  | 100,00                  |
| ↳ Votanti (% su iscritti)  | ↳ Votanti (% su iscritti)                 | ↳ Votanti (% su iscritti)  | 53 959                  | 74,30                   |
| ↳ Astenuti (% su iscritti) | ↳ Astenuti (% su iscritti)                | ↳ Astenuti (% su iscritti) | 18 664                  | 25,70                   |
|                            |                                           |                            |                         |                         |
|                            | Esito: collegio confermato a Conservatore |                            |                         |                         |

| Partito                    | Partito                                   | Candidato                  | Risultati 7 maggio 2015 | Risultati 7 maggio 2015 |
| Partito                    | Partito                                   | Candidato                  | Voti                    | %                       |
| -------------------------- | ----------------------------------------- | -------------------------- | ----------------------- | ----------------------- |
|                            | Conservatore                              | Stuart Andrew              | 23 637                  | 46,41                   |
|                            | Laburista                                 | Jamie Hanley               | 19 136                  | 37,58                   |
|                            | UKIP                                      | Roger Tattersall           | 4 689                   | 9,21                    |
|                            | Lib Dem                                   | Ryk Downes                 | 1 926                   | 3,78                    |
|                            | Verdi                                     | Claire Allen               | 1 539                   | 3,02                    |
|                            |                                           |                            |                         |                         |
| Iscritti                   | Iscritti                                  | Iscritti                   | 70 536                  | 100,00                  |
| ↳ Votanti (% su iscritti)  | ↳ Votanti (% su iscritti)                 | ↳ Votanti (% su iscritti)  | 50 927                  | 72,20                   |
| ↳ Astenuti (% su iscritti) | ↳ Astenuti (% su iscritti)                | ↳ Astenuti (% su iscritti) | 19 609                  | 27,80                   |
|                            |                                           |                            |                         |                         |
|                            | Esito: collegio confermato a Conservatore |                            |                         |                         |

| Partito                    | Partito                                           | Candidato                  | Risultati 6 maggio 2010 | Risultati 6 maggio 2010 |
| Partito                    | Partito                                           | Candidato                  | Voti                    | %                       |
| -------------------------- | ------------------------------------------------- | -------------------------- | ----------------------- | ----------------------- |
|                            | Conservatore                                      | Stuart Andrew              | 18 874                  | 38,45                   |
|                            | Laburista                                         | Jamie Hanley               | 17 215                  | 35,07                   |
|                            | Lib Dem                                           | Jamie Matthews             | 10 224                  | 20,83                   |
|                            | BNP                                               | Ian Gibson                 | 1 549                   | 3,16                    |
|                            | UKIP                                              | David Dews                 | 1 221                   | 2,49                    |
|                            |                                                   |                            |                         |                         |
| Iscritti                   | Iscritti                                          | Iscritti                   | 69 228                  | 100,00                  |
| ↳ Votanti (% su iscritti)  | ↳ Votanti (% su iscritti)                         | ↳ Votanti (% su iscritti)  | 49 083                  | 70,90                   |
| ↳ Astenuti (% su iscritti) | ↳ Astenuti (% su iscritti)                        | ↳ Astenuti (% su iscritti) | 20 145                  | 29,10                   |
|                            |                                                   |                            |                         |                         |
|                            | Esito: collegio passa da Laburista a Conservatore |                            |                         |                         |

### Elezioni negli anni 2000
| Partito                    | Partito                                | Candidato                  | Risultati 5 maggio 2005 | Risultati 5 maggio 2005 |
| Partito                    | Partito                                | Candidato                  | Voti                    | %                       |
| -------------------------- | -------------------------------------- | -------------------------- | ----------------------- | ----------------------- |
|                            | Laburista                              | Paul Truswell              | 21 261                  | 45,78                   |
|                            | Conservatore                           | Pamela Singleton           | 15 391                  | 33,14                   |
|                            | Lib Dem                                | James Keeley               | 8 551                   | 18,41                   |
|                            | UKIP                                   | David Daniel               | 1 241                   | 2,67                    |
|                            |                                        |                            |                         |                         |
| Iscritti                   | Iscritti                               | Iscritti                   | 70 369                  | 100,00                  |
| ↳ Votanti (% su iscritti)  | ↳ Votanti (% su iscritti)              | ↳ Votanti (% su iscritti)  | 46 444                  | 66,00                   |
| ↳ Astenuti (% su iscritti) | ↳ Astenuti (% su iscritti)             | ↳ Astenuti (% su iscritti) | 23 925                  | 34,00                   |
|                            |                                        |                            |                         |                         |
|                            | Esito: collegio confermato a Laburista |                            |                         |                         |

| Partito                    | Partito                                | Candidato                  | Risultati 7 giugno 2001 | Risultati 7 giugno 2001 |
| Partito                    | Partito                                | Candidato                  | Voti                    | %                       |
| -------------------------- | -------------------------------------- | -------------------------- | ----------------------- | ----------------------- |
|                            | Laburista                              | Paul Truswell              | 21 717                  | 48,07                   |
|                            | Conservatore                           | John Procter               | 16 091                  | 35,62                   |
|                            | Lib Dem                                | Stephen Boddy              | 6 423                   | 14,22                   |
|                            | UKIP                                   | David Sewards              | 944                     | 2,09                    |
|                            |                                        |                            |                         |                         |
| Iscritti                   | Iscritti                               | Iscritti                   | 71 366                  | 100,00                  |
| ↳ Votanti (% su iscritti)  | ↳ Votanti (% su iscritti)              | ↳ Votanti (% su iscritti)  | 45 175                  | 63,30                   |
| ↳ Astenuti (% su iscritti) | ↳ Astenuti (% su iscritti)             | ↳ Astenuti (% su iscritti) | 26 191                  | 36,70                   |
|                            |                                        |                            |                         |                         |
|                            | Esito: collegio confermato a Laburista |                            |                         |                         |

## Risultati dei referendum

### Referendum sulla permanenza del Regno Unito nell'Unione europea del 2016
|             | Collegio    | Lasciare UE % | Rimanere in UE % |
| ----------- | ----------- | ------------- | ---------------- |
|             | Pudsey      | 48,3%         | 51,7             |
|             | Inghilterra | 53,3%         | 46,7%            |
| Regno Unito | 51,9%       | 48,1%         |                  |